# Wie klaut man ein Gemälde?
Wie klaut man ein Gemälde? (englisch Never a Dull Moment ‚Nie ein öder Augenblick‘) ist eine US-amerikanische Filmkomödie nach dem gleichnamigen Roman von John Godey, dem Pseudonym des Schriftstellers Morton Freedgood. Der Film, in dem Regisseur Jerry Paris einen Kurzauftritt als Polizeifotograf hat, wurde am 26. Juni 1968 uraufgeführt und spielte in den USA ca. 6,5 Millionen Dollar ein. In Deutschland erschien er erstmals am 6. Dezember 1992 in einer Fernsehfassung des Senders RTL plus.

## Handlung
Nachdem er das Fernsehstudio verlassen hat, glaubt sich der Schauspieler Jack Albany von einem Räuber verfolgt. Er versteckt sich in einem Hausflur, in dem er auf den jungen Gauner Florian trifft. Florian hält Jack für Ace Williams, einen Auftragskiller, den er angeheuert hat. Der verängstigte Jack korrigiert Florians Fehler nicht und wird von diesem zu seinem Boss, dem Gangster Leo Smooth, gebracht. Smooth, ein Kunstliebhaber, plant den Diebstahl eines Gemäldes aus einem New Yorker Museum.
Jack versucht, Smooths Kunstlehrerin Sally Inwood davon zu überzeugen, dass er nicht der Killer ist, für den ihn alle halten. Doch Sally glaubt ihm nicht. Als der richtige Ace Williams auftaucht, schließt Smooth ihn und Jack in einen Raum ein. Derjenige, der den Raum verlassen kann, wird der richtige Killer sein. Nun ist Sally überzeugt und hilft Jack, Ace zu besiegen.
Am nächsten Nachmittag macht sich Smooths Bande zusammen mit Jack für den Diebstahl bereit. Im Museum hindert Jack die Gangster am Diebstahl. Es folgt eine wilde Verfolgungsjagd durch die Ausstellungsräume, die in einem Raum für Pop-Art endet. Während Jack seine Gegner aufhält, hat Sally die Polizei telefonisch alarmiert. Die Beamten umstellen das Museum, die Diebe geben auf. Jack wird als Held gefeiert. Zudem kommt er mit Sally zusammen.

## Kritiken
Das Lexikon des internationalen Films beschreibt den Film als „ganz auf den Hauptdarsteller zugeschnittene Komödie, erheiternd, aber anspruchslos.“
Howard Thompson von der New York Times empfindet den Film als „aufdringliche und sehr breit angelegte Tollerei.“ Er sei ermüdend und scheine überarbeitet.